# مسك الروم الدرني
مسك الروم الدرني (وأحياناً يسمى خطأ بالزنبق البلدي أو الياسمين البحري) (بالإنجليزية: Tuberose)‏ نوع من نباتات الزينة يتبع جنس مسك الروم من الفصيلة الهليونية.

## الموئل والانتشار
أصله من المكسيك، وأدخل إلى أوروبا ومن ثم إلى آسيا ابتداءً من القرن السادس عشر. ينتشر بكثرة في المشرق العربي.

طابع لبناني يحمل صورة مسك الروم الدرني

## الوصف النباتي
النبات معمر يتكاثر بالدرنات التي تجزأ عند الزراعة إلى قسمين يحيط بكل منها عدة درنات صغيرة وتحمل الدرنة برعماً عرضياً واحداً تتضخم قواعد أوراقه الخارجية لتصبح الدرنة قريبة إلى شكل البصلة. زهرته بيضاء شمعية ذات رائحة عطرية قوية جداً تحمل الأزهار على شمراخ زهري طويل ويستخرج منها الزيوت العطرية، نورته صالحة للقطف وتبقى فترة طويلة بحالة جيدة بعد قطفها وهو من أبصال الزينة الزهرية الصيفية.

## الزراعة

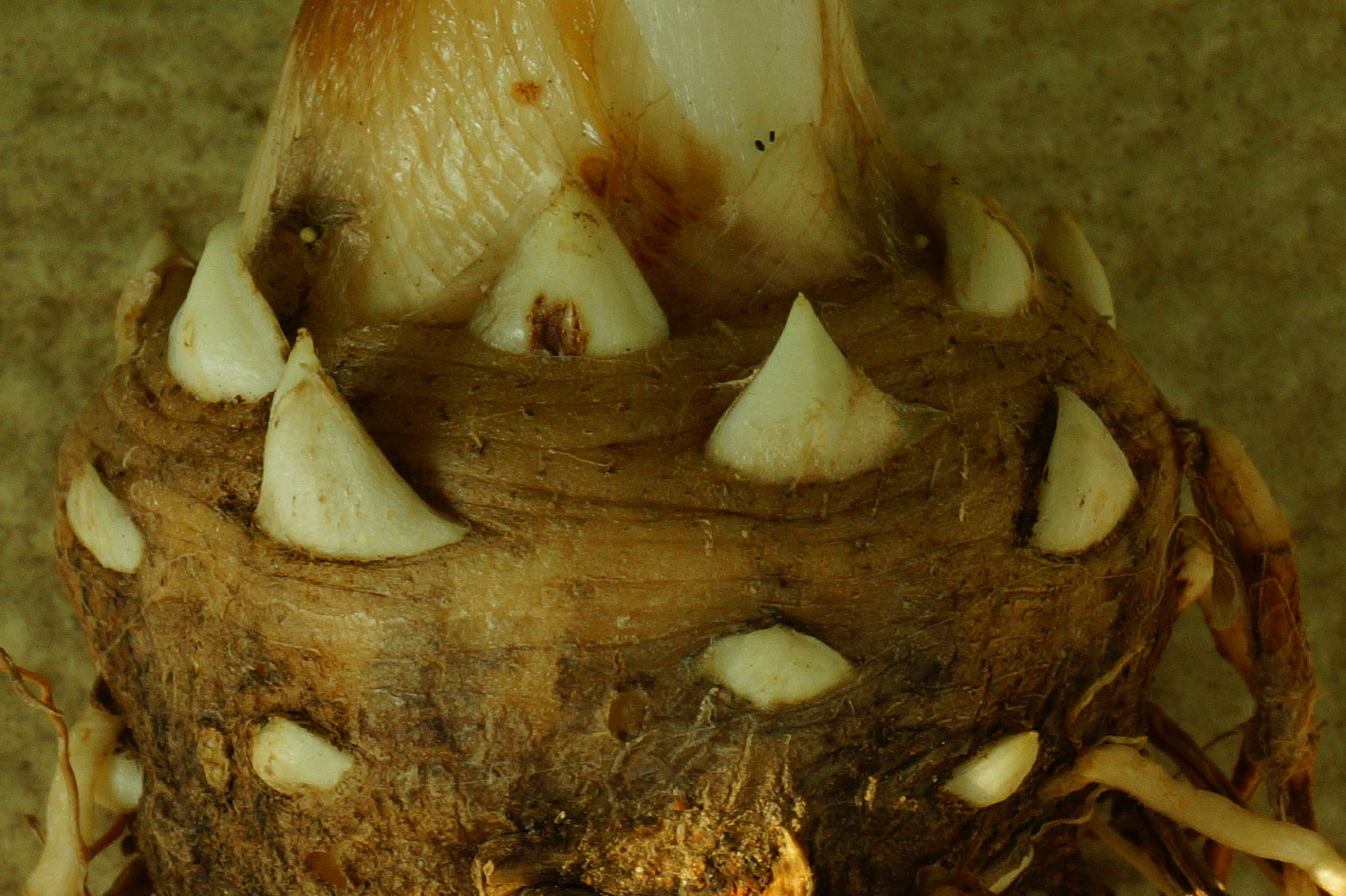
براعم جديدة من مسك الروم الدرني

يفضل مسك الروم الدرني التربة الرملية الخفيفة الصفراء الغنية بالمادة العضوية، وينمو النبات بشكل جيد على درجة 21ْم على مدار العام، وليس للمسك الروم الدرني طور سكون، غير أن انخفاض الحرارة خلال شهري تشرين الثاني وكانون الأول يؤدي إلى اصفرار الأوراق ودخول النبات في سكون ظاهري.
تزرع الدرنات عادة في الربيع وعلى عروات من شباط وحتى نيسان وتتم الزراعة على خطوط 35- 50 سم حسب الصنف على مسافة 20-50 سم ضمن الخط الواحد بين النباتات وعلى عمق 5 سم ويلاحظ عدم إزالة الجزء المتدرن الذي نمت عليه الدرنة في الموسم السابق لأنه يحتوي الغذاء المخزون الضروري لمتابعة نمو الدرنة والنبات.
تضاف الأسمدة العضوية قبل الزراعة وتروى الدرنات المزروعة بانتظام لأن الري ضروري لنمو البراعم الطرفية والحصول بالتالي على حوامل زهرية طويلة وقوية، وتضاف الأسمدة المعدنية على دفعات كل 2-3 أسابيع وبمعدل 10 غرام للنبات في الموسم ومن مخلوط يحوي 4% آزوت و 12% فوسفور و 4% بوتاس.
تقطف الشماريخ الزهرية بعد تكونها في الصباح الباكر بفعل تزايد رائحتها العطرية ويكون عدد الزهيرات المتفتحة بين 3-5 على قاعدة الحامل الزهري والتبكير في القطف يؤدي إلى عدم تفتح الزهيرات.
تقلع الدرنات من التربة خلال شهر شباط وحتى نيسان وقبل الزراعة مباشرة ثم تنشر في مكان ظليل جيد التهوية لتجف التربة العالقة وتتساقط ثم تنظف وتخزن في أكوام لحين موعد الزراعة.
ومن الممكن ابقاء الدرنات في الأرض دون قلع حتى موعد الزراعة حيث تروى الأرض وتسمد وتبين أن ذلك يزيد من عدد وحجم الدرنات المتكونة كما يفيد في التبكير في الإزهار على أنه من المفضل تجديد الزراعة كل 2-3 سنوات.

## الأهمية الاقتصادية والطبية للمسك الروم الدرني
أزهار مسك الروم الدرني مرغوبة في القطف التجاري لرائحتها العطرية، وللونها الأبيض الصافي، ولطول مدة بقاء الأزهار بعد القطف، كما تستخرج الزيوت العطرية من الأزهار ذات الرائحة الزكية ويكتسب نبات المسك الروم الدرني أهمية خاصة عند زراعته على النطاق التجاري لأسباب أهمها:
1- استعمالاته المختلفة فهو يزرع بنجاح في الأصص وبيوت التربية وجوانب الحدائق.
2- تبقى الزهرة طازجة وزكية الرائحة لفترة طويلة.
3- تصلح أزهار المسك الروم الدرني للنقل لمسافات طويلة.
4- يشغل المسك الروم الدرني موقع ممتاز في سوق الزهور وهو يستعمل في الباقات والزهريات والمجموعات النباتية ذات الرائحة العطرية والحامل الزهري الطويل تستعمل كزهور قطف ممتازة.
5- أغراض تزينية حيث تستعمل أزهار المسك الروم الدرني لتزيين المائدة عند وضعها في الأواني كما إن الأوراق الذهبية عند الحواف تكون جذابة جدا ومناسبة لإضفاء الصفة الجمالية على الحدائق.
وتعود الرائحة العطرية للمسك الروم الدرني إلى وجود زيت المسك الروم الدرني العطري بها وهو كزيت طبيعي خام لا زال حتى اليوم من أغلى المواد العطرية الخام وتتركز المكونات الأساسية في زيت المسك الروم الدرني الخام في مركبات الجرانيول والنيرول وكحول البنزايل وبنزوات الميثيل وسالسالات الميثيل وايكونول وبنزوات البنزيل وانثيرنالات الميثيل.

## الأهمية الطبية
1- تستخدم الأزهار العطرية للمسك الروم الدرني كمنبه ومهدئ وملين وفي تحضير المشروبات المحببة مع الشوكالاتة وتقديمها سواء كانت باردة أو ساخنة حسب الرغبة.
2- تحتوي أبصال المسك الروم الدرني على قلويد ليكورين الذي يستمل كمقيء كما يوجد نوعين من السابونينات السترويدية هما (هيكوجينين) وكميات صغيرة من (تيغو نين) وقد تم عزل (بولي فراكتوزان) من الأبصال كما لوحظ وجود أنزيم (ترانزفراكتوسيديز).
3-يعد استعمال الأبصال مدر للبول ومقيء وتمزج مع الكركم والدة وتصنع منها عجينة توضع على البثور الحمراء عند الأطفال.
4-أبصال المسك الروم الدرني الميتة تستعمل كمسحوق لعلاج مرض الاستسقاء.
زيت مسك الروم الدرني من أجود العطور ورائحته قوية جدا وهو يدخل في صناعة كثير من المركبات العطرية (البوكيهات)وينتج الكيلو غرام من الدهن من حوالي150 كغ منزهور المسك الروم الدرني وكل 1 كغ من الدهن ينتج 879 غ من الزيت على صورة زيت طيار ناتج وزيت ملحق يمكن الحصول عليه بعد أول قطفة ويكون عالقا بالأزهار والبنزين أو الكلوروفورم والأثير وتفضل المجموعة الأولى في استخراج الزيت العطري من أزهار مسك الروم الدرني.

## الأصناف التجارية لمسك الروم الدرني
من أهم الأصناف التجارية:
- صنف اللؤلؤة (بالإنجليزية: The Pearl)‏ وهو صنف نوراته مزدوجة، عطرية الرائحة ناصعة البياض. ذو شمراخ نوري طويل يتراوح من 50 إلى 80 سم في الارتفاع.
- صنف المكسيكي المنفرد (بالإنجليزية: Mexican Single)‏ وهو صنف لا يختلف عن السابق إلا في أزهاره المفردة.[5]

## معرض صور

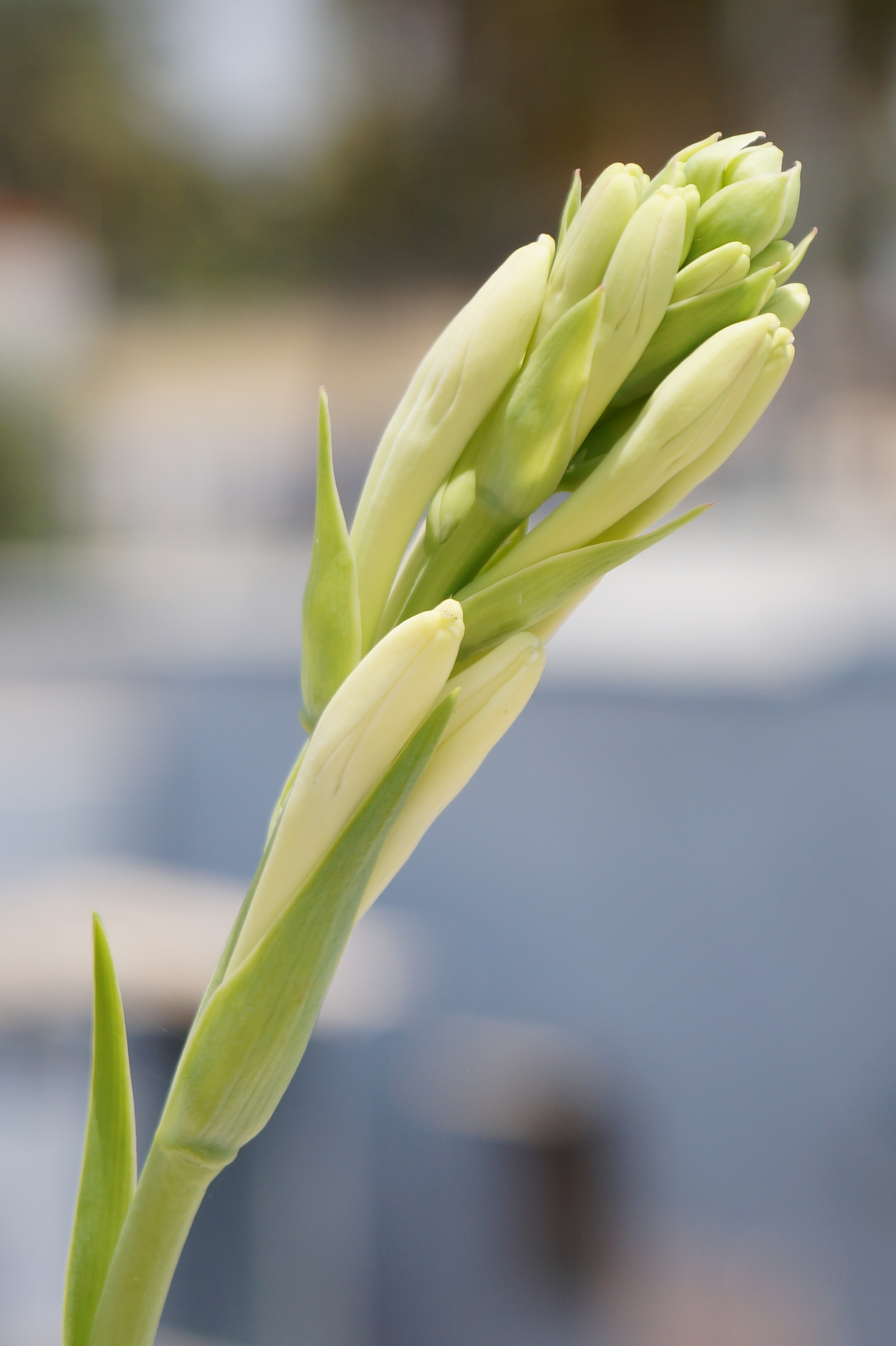
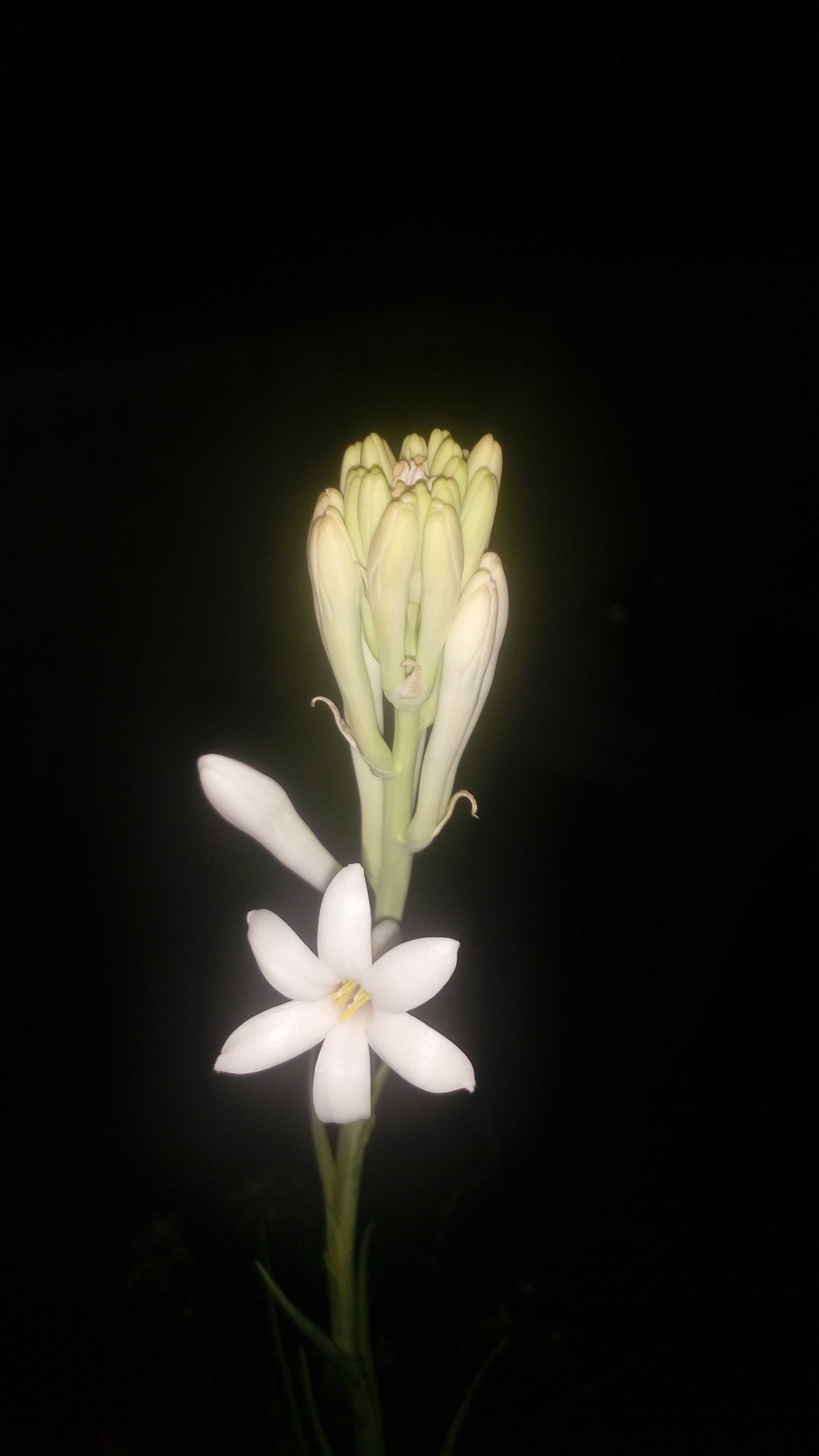
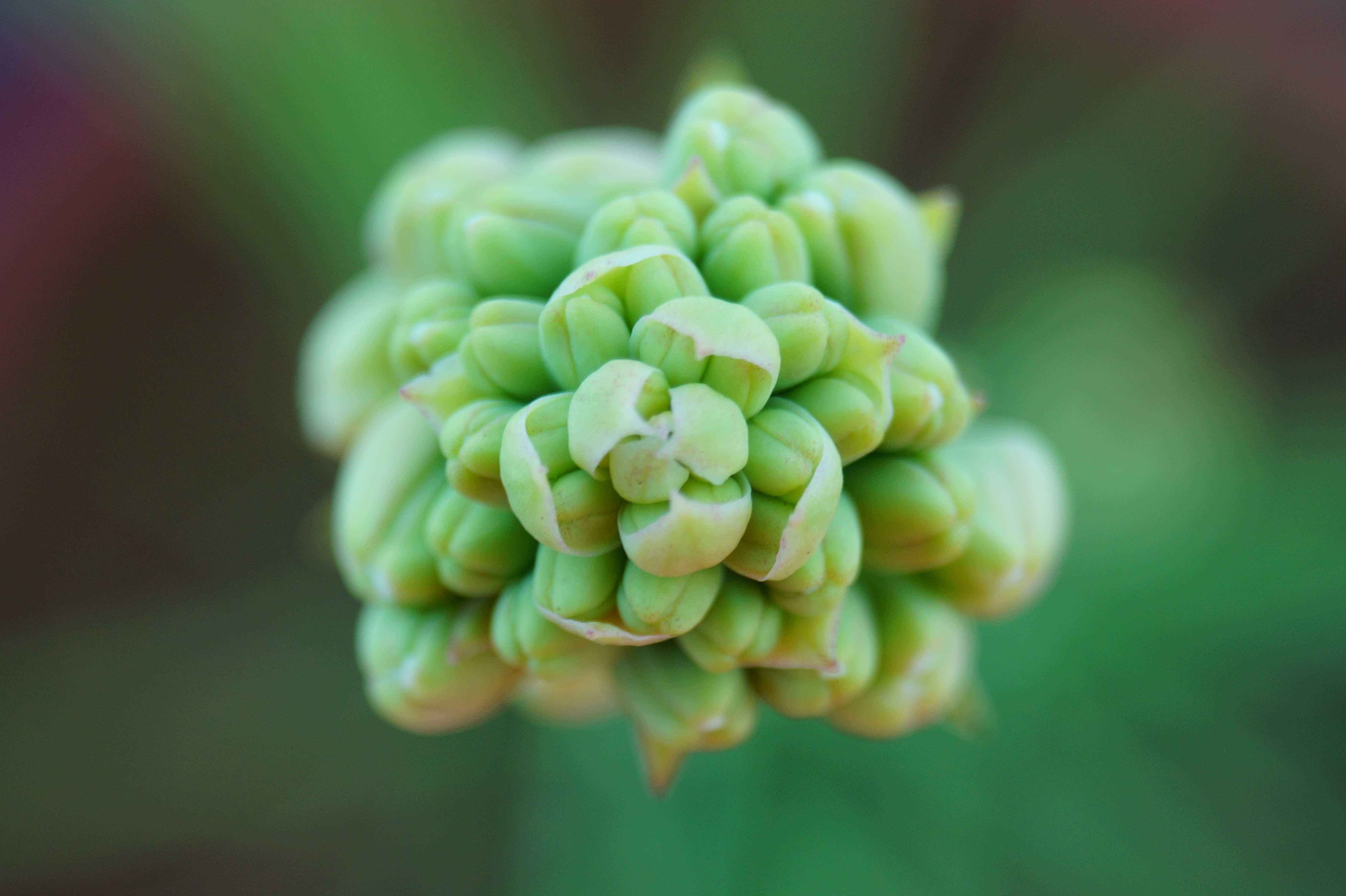
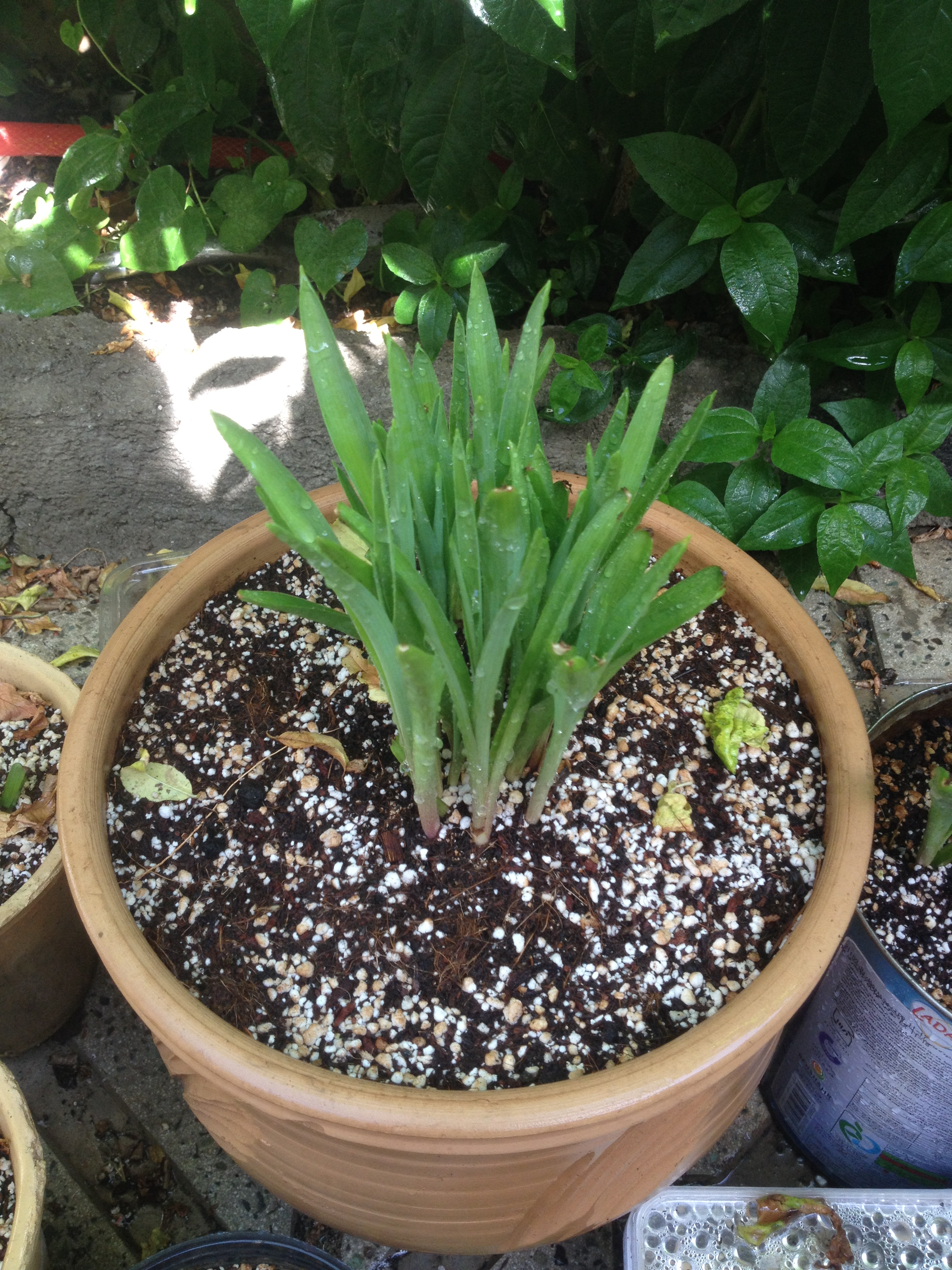